# Boveycantharis holzschuhi
Boveycantharis holzschuhi is een keversoort uit de familie soldaatjes (Cantharidae). De wetenschappelijke naam van de soort werd in 1999 gepubliceerd door Svihla.